# Cultura de segurança
A cultura de segurança é um conjunto de práticas usadas por ativistas, notavelmente anarquistas contemporâneos, para evitar ou mitigar os efeitos da vigilância policial e assédio, e controlo estatal.

## Visão geral
A cultura de segurança reconhece a possibilidade de que os espaços e movimentos anarquistas sejam vigiados e/ou infiltrados por informadores ou agentes disfarçados. A cultura de segurança tem três componentes: determinar quando e como a vigilância está a ocorrer, proteger as comunidades anarquistas se ocorrer infiltração e responder a violações de segurança.As suas origens são incertas, embora alguns anarquistas identifiquem a sua génese nos novos movimentos sociais da década de 1960, que foram alvo dos projetos COINTELPRO do FBI. A socióloga Christine M. Robinson identificou a cultura de segurança como uma resposta à rotulação de anarquistas como terroristas após os ataques de 11 de setembro.
O geógrafo Nathan L. Clough descreve a cultura de segurança como "uma técnica para cultivar uma nova estrutura afetiva". O cientista político Sean Parson oferece a seguinte definição: “'cultura de segurança'... inclui tais pais como não revelar nomes completos, o histórico de um ativista ou  O objetivo da cultura de segurança é enfraquecer a influência de infiltrados e 'denunciantes', o que permite que os grupos se envolvam mais prontamente em atos ilegais com menos preocupação com a prisão." A estudiosa dos média Laura Portwood-Stacer define a cultura de segurança como "as normas de privacidade e controlo de informações desenvolvidas por anarquistas em resposta à infiltração regular dos seus grupos e vigilância por polícias."
A cultura de segurança não envolve o abandono de táticas políticas de confronto, mas evita gabar-se de tais atos com base no facto de que isso facilita o direcionamento e a condenação de ativistas anarquistas. Os defensores da cultura de segurança visam tornar as suas práticas instintivas, automáticas ou inconscientes. Os participantes de movimentos anarquistas veem a cultura de segurança como vital para a sua capacidade de funcionar, especialmente no contexto da Guerra ao Terror.
Portwood-Stacer observa que a cultura de segurança afeta a investigação sobre subculturas anarquistas e que, embora as subculturas sejam muitas vezes resistentes à observação, "os riscos são muitas vezes muito maiores para ativistas anarquistas, porque são alvos frequentes de vigilância e repressão do Estado".

## Características

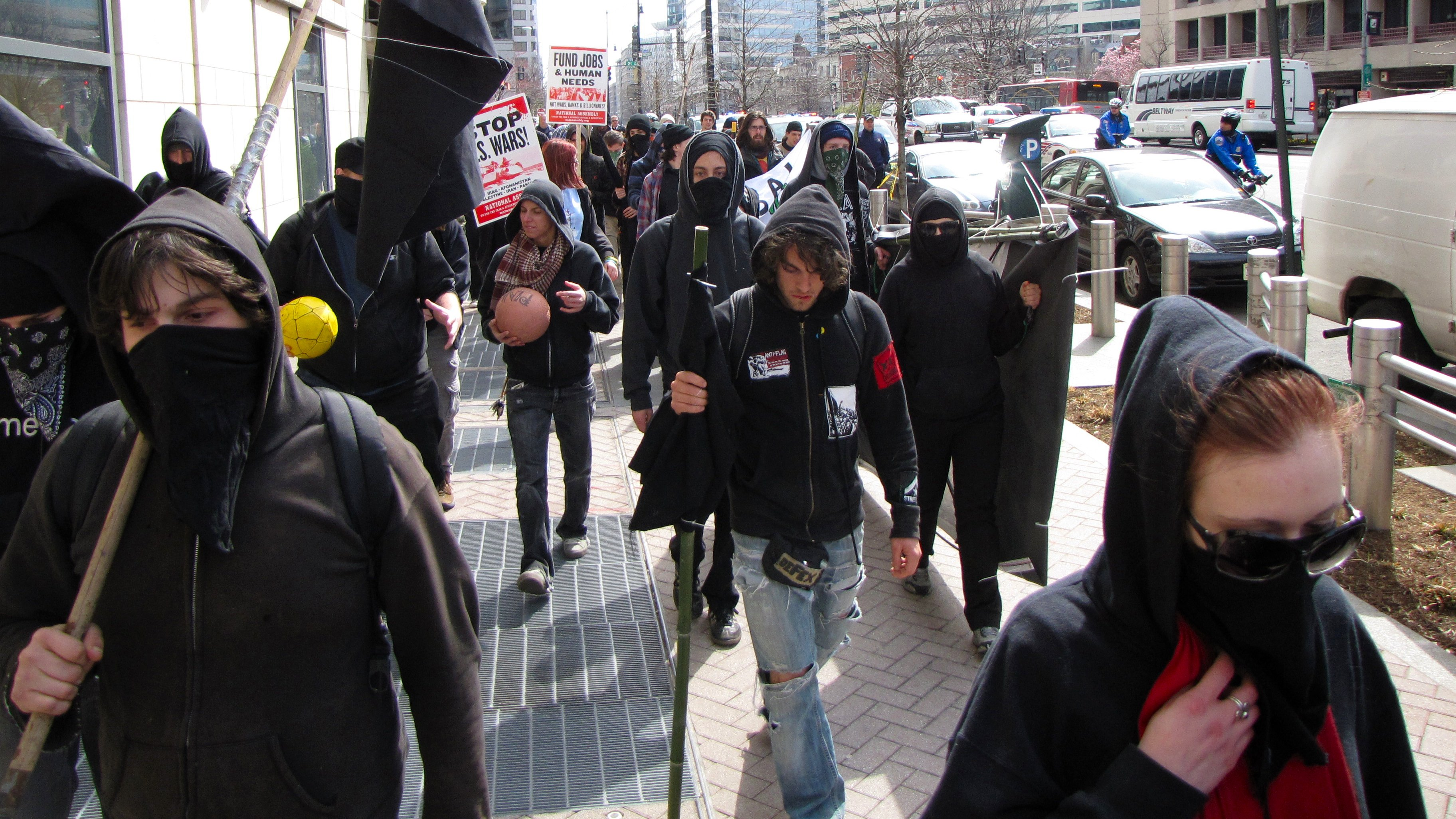
Christine Robinson identifica a tática do black bloc como um componente da cultura de segurança.

A cultura de segurança regula quais os tópicos que podem ser discutidos, em que contexto e entre quem. Proíbe falar com as forças policiais, e certos meios de comunicação e locais são identificados como riscos de segurança; a Internet, o telefone e o correio, as casas e os veículos dos indivíduos e os locais de reunião da comunidade são considerados como tendo dispositivos de escuta ocultos. A cultura de segurança proíbe ou desencoraja a discussão do envolvimento em atividades ilegais ou secretas. Três exceções, no entanto, são desenhadas: discutir planos com outros envolvidos, discutir atividades criminosas pelas quais alguém foi condenado e discutir ações passadas anonimamente em zines ou com médias confiáveis são permitidos. Robinson identifica a tática do black bloc, na qual os anarquistas cobrem os seus rostos e vestem roupas pretas, como um componente da cultura de segurança. Outras práticas incluem o uso de pseudónimos e "[in]verter o olhar para inspecionar a corporalidade dos outros". As violações da cultura de segurança podem ser resolvidas evitando, isolando ou abandonando os responsáveis.

## Convenção Nacional Republicana de 2008
Na sua discussão sobre a cultura de segurança durante os protestos em torno da Convenção Nacional Republicana (CNR) de 2008, Clough observa que o "medo de vigilância e infiltração" impediu a confiança entre os ativistas e levou a energia a ser direcionada para contramedidas.  Clough também sugere que as práticas de cultura de segurança podem fazer com que os participantes mais novos em movimentos sintam-se menos bem-vindos ou menos confiáveis e, portanto, menos propensos a se comprometerem com causas, e, no contexto da CNR de 2008, impediram aqueles que não se conformaram com as normas anarquistas de assumir posições proeminentes dentro do Comité de Acolhimento do RNC. Avaliando o papel da cultura de segurança na mobilização anti-CNR, que foi infiltrada por quatro polícias, Clough descobre que tinha "um histórico misto", conseguindo frustrar infiltrados de curto prazo que operam nas periferias do movimento, mas falhando em impedir que os infiltrados de longo prazo ganhem a confiança dos outros.